# 태풍 날개 (2011년)
태풍 날개(태풍 번호: 1119, JTWC 지정 번호: 22W, 국제명: NALGAE)는 2011년 북서태평양에서 발생한 19번째 태풍으로 태풍이 직접 상륙한 필리핀에 막대한 피해를 냈다.

## 태풍의 진행

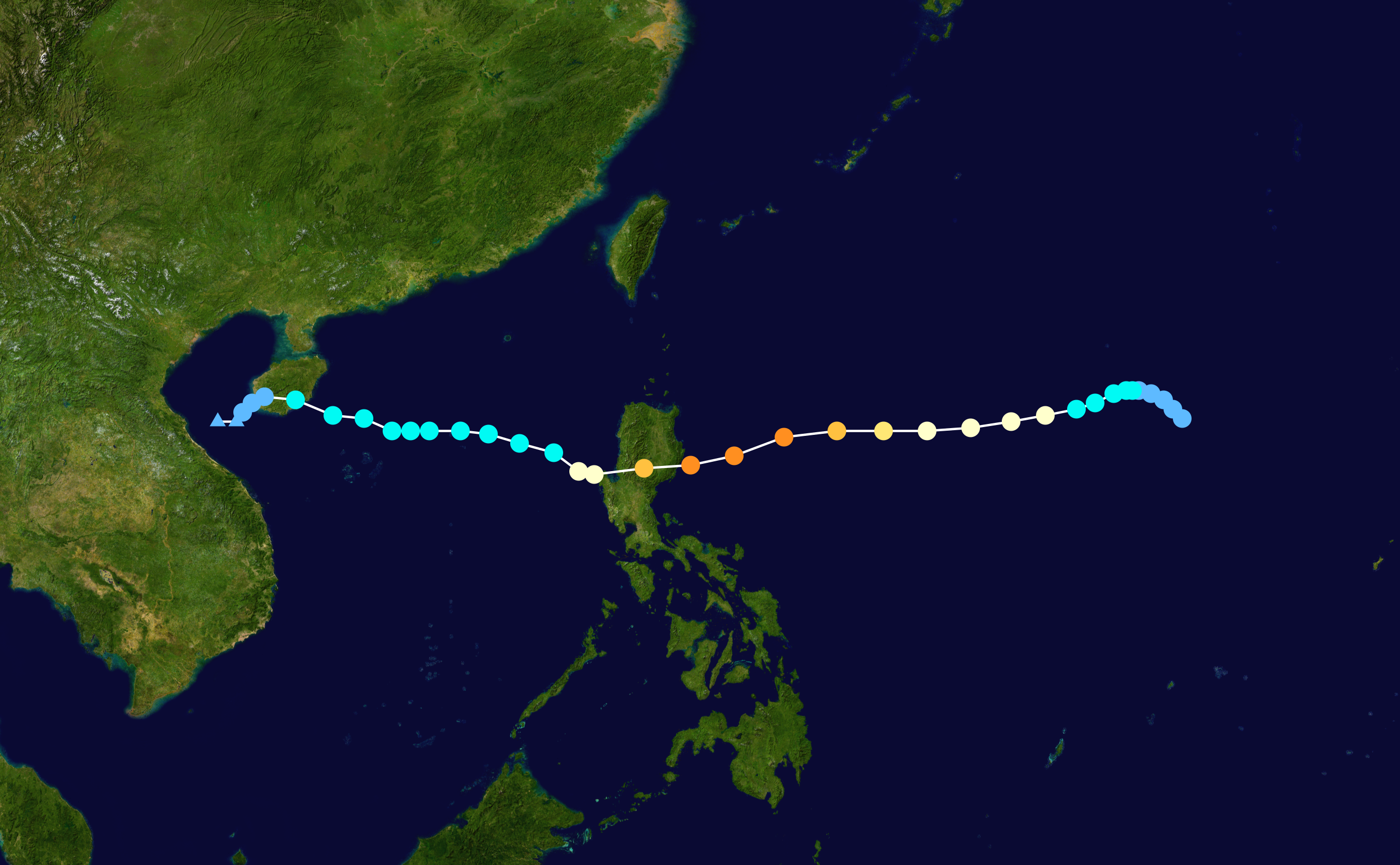
태풍 날개의 이동 경로

제 17호 태풍 네삿이 남긴 수렴대에서 열대요란이 발생하였고 이내 열대저압부로 발달했다. 이 열대저기압은 빠르게 발달하여 9월 28일 태풍 날개(NALGAE)로 되었다. 이 태풍은 발생직후부터 서진하면서 빠르게 발달하여 하루만에 중심기압이 22 hPa 감소한 중심기압 980 hPa, 최대풍속과 강풍반경은 31 m/s, 220 km로 발달하였다.
이후에도 발달은 빨라 9월 30일 중심기압 940 hPa, 최대풍속 47 m/s, 강풍반경 350 km의 중형의 매우 강한 태풍으로 발달하였고 일본기상청에서는 10분 최대풍속을 100 kt (50 m/s)로 분석하였고 사피어-심프슨 허리케인 등급 기준으로 4등급의 슈퍼태풍이 되었다. 이 태풍은 강한세력으로 10월 1일 정오 경에 필리핀 루손섬에 상륙하였고 약 8시간 만에 필리핀을 관통하였다. 필리핀을 관통하고 나서 세력은 다소 약화되어 중심기압 965 hPa, 최대풍속 38 m/s, 강풍반경 230 km (10월 2일 오전 4시 기준)이 되었다. 각국 기상청들은 태풍이 남중국해에서 재발달 할 것으로 예상하였으나, 남중국해의 수온이 낮고 북쪽에서 찬 공기가 남하함에 따라 그 세력은 급격히 쇠약해져, 같은날 오후 3시에는 중심기압 975 hPa, 최대풍속 31 m/s, 강풍반경 200 km의 강도 '중'의 태풍으로 약화되었고, 다음날에는 중심기압이 985 hPa로 더욱 높아졌다. 이 태풍은 베트남으로 서진하면서 쇠퇴하여 다음날 오전 4시에는 중심기압 990 hPa, 최대풍속 24 m/s가 되면서 열대폭풍으로 격하되었고 점차 베트남에 가까워 지기 시작하였다. 그러나 태풍의 세력이 약한데다 속도도 느려지고, 태풍이 약화되기 쉬운 조건에 있어서 베트남에 도달하지 못하고 끝내 10월 5일 오전 3시에 베트남 남동쪽 약 350 km 부근 해상, 즉 통킹만에서 중심기압 1004 hPa의 열대저압부로 약화되었다.

### 태풍의 일생 요약
- 9월 26일 열대저기압(TD) 발생
- 9월 28일 열대폭풍(TS)으로 발달
- 9월 29일 강한 열대폭풍(STS)으로 발달
- 9월 30일 태풍(TY)으로 발달
- 10월 1일 필리핀 루손섬 상륙
- 10월 2일 태풍이 약화하기 시작
- 10월 3일 열대폭풍(TS)으로 약화
- 10월 4일 중국 하이난 섬 상륙
- 10월 5일 열대저기압(TD)으로 약화, 소멸

## 같이 보기
- 2011년 태풍
- 태풍 녹텐 (2011년)
- 태풍 네삿 (2011년)